# Konfúzor

Konfúzor

A konfúzor az áramlás irányában csökkenő keresztmetszetű csőszakasz.

## Összenyomhatatlan közegben
Összenyomhatatlan közegben (kis sebességeknél a gázok, így a levegő is így viselkedik) a konfúzorban a közeg sebessége a keresztmetszettel fordítottan arányosan változik a kontinuitás miatt:
{\displaystyle v_{1}A_{1}=v_{2}A_{2}\,}
az első ábra jelöléseivel. A nyomás változása ideális, súrlódásmentes áramlás esetén a Bernoulli-törvényből számítható:
{\displaystyle {v_{1}^{2} \over 2}+{p_{1} \over \rho }={v_{2}^{2} \over 2}+{p_{2} \over \rho }}
v = közeg sebessége
p = nyomás
{\displaystyle \rho } = a közeg sűrűsége
Veszteségmentes esetben tehát a konfúzorból kilépő közeg nyomása:
{\displaystyle p_{2}=p_{1}+{\frac {v_{1}^{2}-v_{2}^{2}}{2}}\rho }
Valóságos közegnél a súrlódás miatt a tényleges nyomás a csak kísérletekkel megállapítható Δp nyomásveszteséggel kisebb lesz: 
{\displaystyle p_{2}=p_{1}+{\frac {v_{1}^{2}-v_{2}^{2}}{2}}\rho -\Delta p}

Konfúzor nyomásveszteség tényezője

A konfúzorban, ahol a sebesség a hossz mentén állandóan nő, lényegesen kisebb a súrlódási veszteség és kisebb a leválás veszélye, mint diffúzorban. Ezért látható például, hogy a Venturi-cső szűkülő szakasza sokkal rövidebb, mint a bővülő csőszakasz. A nyomásveszteség a csőfal érdességén kívül a geometriai kialakítástól is függ. A konfúzor nyomásvesztesége a mérések szerint a következő empirikus összefüggésből számítható: 
{\displaystyle \Delta p=\zeta {\frac {\rho }{2}}v_{2}^{2}},
ahol:
{\displaystyle \zeta \,} a veszteségtényező,
{\displaystyle \rho \,} az áramló közeg sűrűsége,
{\displaystyle v_{2}\,} pedig a közeg sebessége a felbővült keresztmetszetben.

## Konfúzor összenyomható közegben
A konfúzor a hangsebességet alulról megközelítő áramlási sebesség esetén az előbbiekhez hasonlóan viselkedik, de a számításnál az összenyomható közegre érvényes összefüggéseket kell használni. A hangsebesség felett (vagyis ha a Mach szám>1) a szűkülő csatorna mentén az áramlási sebesség csökken, a nyomás és a hőmérséklet pedig nő.

## Külső hivatkozások
- dr. Pokorádi László: Áramlástan. Főiskolai jegyzet[halott link]
- Lengyel Lajos: Gázdinamika. Egyetemi jegyzet Archiválva 2014. január 5-i dátummal a Wayback Machine-ben